# Анненка (Гавриловский район)
А́нненка — село в Гавриловском районе Тамбовской области России. Входит в состав Осино-Гайского сельсовета.

## География
Село находится в восточной части Тамбовской области, в лесостепной зоне, в пределах Приволжской возвышенности, на берегах реки Средняя Ира, на расстоянии примерно 16 км (по прямой) к северо-западу от села Гавриловка 2-я, административного центра района. Абсолютная высота — 187 м над уровнем моря.

### Климат
Климат умеренно континентальный, относительно сухой, с холодной продолжительной зимой и тёплым летом. Средняя температура воздуха самого холодного месяца (января) — −11,3 °C (абсолютный минимум — −43 °C); самого тёплого месяца (июля) — 19,7 °C (абсолютный максимум — 39 °С). Среднегодовое количество атмосферных осадков составляет около 500 мм. Продолжительность залегания снежного покрова составляет в среднем 140 дней.

## История
В 2011 году деревни Камчатка, Новая Деревня, Малиновка, Прудки, Рудовские Выселки, Ольшанка были включены в состав села Анненка.

## Население
| 2002 | 2010 |
| ---- | ---- |
| 60   | ↘17  |

### Половой состав
По данным Всероссийской переписи населения 2010 года, в гендерной структуре населения мужчины составляли 35,3 %, женщины — соответственно 64,7 %.

### Национальный состав
Согласно результатам переписи 2002 года, в национальной структуре населения русские составляли 100 % из 60 чел.